# Toupper
La función toupper() toma un carácter y devuelve su versión en mayúscula (si es que existe). Cuando el carácter no tiene versión en mayúscula, entonces se devuelve el argumento sin modificaciones. Esta función está declarada en el archivo ctype.h de cabecera de la biblioteca estándar del lenguaje de programación C.

## Ejemplo
```
#include
 
<stdio.h>

#include
 
<ctype.h>
 // para toupper

int
 
main
(
void
)

{

 
char
 
letra
;

 
printf
(
"Ingrese una letra: "
);

 
scanf
(
"%c"
,
 
&
letra
);

 
letra
 
=
 
toupper
(
letra
);

 
printf
(
"La letra en mayúscula es: %c
\n
"
,
 
letra
);

return
 
0
;

}

```

En este caso, si se ingresa la letra 'g' entonces se imprimirá la letra 'G'.